# Alstahaugfjorden
Alstahaugfjorden er en fjord eller et farvand i Alstahaug kommune i Nordland fylke i Norge. Fjorden ligger ud for Alstahaug og på vestsiden af øen  Alsta, og  har en længde på 5,5 km fra syd til nord. Fjorden starter i syd  mellem Haugsneset i øst og Skarvøya i vest. Syd for fjorden ligger Haugsfjorden. På vestsiden af Alsta går Alterfjorden og nord for Alstahaugfjorden ligger Alstenfjorden.